# (2076) Levin
(2076) Levin es un asteroide que forma parte del cinturón de asteroides y fue descubierto el 16 de noviembre de 1974 por el equipo del Observatorio del Harvard College desde la Estación George R. Agassiz, en Harvard (Massachusetts), Estados Unidos.

## Designación y nombre
Levin fue designado inicialmente como 1974 WA.
Más tarde se nombró en honor del astrónomo soviético Boris Julevich Levin (1912-1989).

## Características orbitales
Levin orbita a una distancia media del Sol de 2,274 ua, pudiendo acercarse hasta 1,928 ua y alejarse hasta 2,619 ua. Tiene una excentricidad de 0,1519 y una inclinación orbital de 4,993°. Emplea 1252 días en completar una órbita alrededor del Sol.